# Nyctibatrachus deccanensis
Nyctibatrachus deccanensis es una especie de anfibios anuros de la familia Nyctibatrachidae.

## Distribución geográfica
Se encuentra en la India.  

## Estado de conservación
Se encuentra amenazada de extinción por la pérdida de su hábitat natural.